# Matthew Carley
Pour les articles homonymes, voir Carley.
Matthew Carley, né le 21 décembre 1984 à Douvres en Angleterre, est un arbitre anglais de rugby à XV, au titre de la fédération anglaise. Il arbitre régulièrement les matchs du championnat d'Angleterre de rugby à XV, également des matchs au niveau européen et au niveau mondial.

## Biographie

### Jeunesse, débuts sportifs
Matthew Carley naît à Douvres le 21 décembre 1984.
Il commence à jouer au rugby à XV au Deal and Betteshanger Rugby Club, et poursuit des études supérieures en sciences du sport à l'université du Gloucestershire. Il devient ensuite professeur d'éducation physique.

### Carrière d'arbitre
En parallèle de ses études, Matthew Carley commence à être arbitre à 16 ans. En septembre 2004, il est le premier à recevoir une bourse d'arbitrage RFU (fédération anglaise de rugby à XV) à l'université du Gloucestershire, parallèlement à son diplôme en sciences du sport.
Après avoir reçu son diplôme, il rejoint le groupe d'arbitres Sud-Est de la RFU pour la saison 2008-2009. En 2010, il est promu au panel national des arbitres, et commence à arbitrer aux niveaux nationaux 1 et 2 et dans le championnat d'Angleterre de 2e division. La même année, il fait ses débuts dans les World Rugby Sevens Series à Dubaï.
Au cours du championnat d'Angleterre de 2e division 2012-2013, Matthew Carley devient le premier arbitre au monde à arbitrer un match professionnel portant la « RefCam » lors du match entre les Newcastle Falcons et les London Scottish. Le 4 mai 2013, il arbitre son premier match en Premiership lors d'une rencontre entre les London Welsh et les Worcester Warriors. Il devient ensuite le premier arbitre mandaté par l'Académie des arbitres pour devenir arbitre à temps plein.
Trois mois après le début de sa première saison au niveau du championnat national, Matthew Carley fait ses débuts européens en prenant en charge le match à domicile de Cavalieri Prato contre Lusitanos XV lors du Challenge européen 2013-2014. En novembre 2014, il arbitre le match de l'équipe d'Angleterre contre l'équipe du Canada. Quelques mois plus tard, il arbitre son premier match international officiel, le Portugal contre l'Espagne, lors du Championnat international d'Europe.
Au cours de la saison 2015-2016, Matthew Carley est un arbitre régulier en Premiership et arbitre également en Coupe d'Europe, arbitrant son premier match lors d'une rencontre entre le Munster et le Benetton Trévise. Durant la même saison, il arbitre un quart de finale du Challenge européen 2015-2016 et le match retour de la finale du championnat d'Angleterre de 2e division.
Désigné par World Rugby, il arbitre en juin 2016 le match des États-Unis contre la Russie. En novembre suivant, il arbitre son premier match de niveau 1, officiant lors de la rencontre de l'Écosse contre la Géorgie. Lors du Tournoi des Six Nations 2017, il est arbitre assistant de John Lacey lors du match de l'Écosse contre le pays de Galles et prend ensuite en charge son premier test match international de niveau 1 au stade Murrayfield, en arbitrant l'Écosse contre la Nouvelle-Zélande le 18 novembre 2017.
Il exerce pour la première fois en Coupe du monde lors de l'édition 2023. Son arbitrage est notamment remis en cause lors de la première journée durant la rencontre entre le pays de Galles et les Fidji, en défaveur de ces derniers.